# هانس ورنر هارتل
هانس ورنر هارتل (انگلیسی: Hans-Werner Hartl؛ زادهٔ ۱۰ نوامبر ۱۹۴۶) بازیکن فوتبال اهل آلمان است.
از باشگاه‌هایی که در آن بازی کرده‌است می‌توان به باشگاه فوتبال بوخوم و باشگاه فوتبال بروسیا دورتموند اشاره کرد.